# Cykling vid olympiska sommarspelen 1924
Cykling under olympiska sommarspelen 1924 i Paris innehöll två discipliner: landsvägscykling och bancykling. Endast herrar tävlade. 

## Resultat
6 olika grenar arrangerades och avgjordes i landsvägscykling och bancykling.

### Medaljtabell
| Pl.    | Nation         | Guld | Silver | Brons | Totalt |
| ------ | -------------- | ---- | ------ | ----- | ------ |
| 1      | Frankrike      | 4    | 0      | 2     | 6      |
| 2      | Nederländerna  | 1    | 1      | 1     | 3      |
| 3      | Italien        | 1    | 0      | 0     | 1      |
| 4      | Belgien        | 0    | 2      | 1     | 3      |
| 5      | Storbritannien | 0    | 1      | 1     | 2      |
| 6      | Danmark        | 0    | 1      | 0     | 1      |
| 6      | Polen          | 0    | 1      | 0     | 1      |
| 8      | Sverige        | 0    | 0      | 1     | 1      |
| Totalt | Totalt         | 6    | 6      | 6     | 18     |

## Deltagande länder
Totalt deltog 140 cyklister från 24 olika länder:
| - Argentina (5) - Australien (4) - Belgien (9) - Bulgarien (7) - Kanada (1) - Chile (3) - Tjeckoslovakien (8) - Danmark (6) - Egypten (3) - Finland (4) - Frankrike (11) - Storbritannien (12) |  | - Ungern (4) - Italien (10) - Lettland (4) - Litauen (2) - Luxemburg (5) - Nederländerna (10) - Polen (8) - Sydafrika (1) - Sverige (4) - Schweiz (9) - USA (5) - Jugoslavien (4) |

## Medaljörer

### Landsvägscykling
| Event                            | Guld                                                   | Silver                                                         | Brons                                               |
| Herrarnas tempolopp Detaljer...  | Armand Blanchonnet Frankrike                           | Henri Hoevenaers Belgien                                       | René Hamel Frankrike                                |
| Herrarnas lagtävling Detaljer... | Frankrike Armand Blanchonnet René Hamel Georges Wambst | Belgien Henri Hoevenaers Alphonse Parfondry Jean van den Bosch | Sverige Gunnar Sköld Erik "Orsa" Bohlin Ragnar Malm |

### Bancykling
| Event                                | Guld                                                                           | Silver                                                                | Brons                                                                         |
| Herrarnas lagförföljelse Detaljer... | Italien Francesco Zucchetti Angelo De Martini Alfredo Dinale Aurelio Menegazzi | Polen Tomasz Stankiewicz Franciszek Szymczyk Józef Lange Jan Lazarski | Belgien Jean van den Bosch Léonard Daghelinckx Henri Hoevenaers Fernand Saive |
| Herrarnas sprint Detaljer...         | Lucien Michard Frankrike                                                       | Jacob Meijer Nederländerna                                            | Jean Cugnot Frankrike                                                         |
| 50 kilometer Detaljer...             | Ko Willems Nederländerna                                                       | Cyril Alden Storbritannien                                            | Harry Wyld Storbritannien                                                     |
| Herrarnas tandem Detaljer...         | Frankrike Lucien Choury Jean Cugnot                                            | Danmark Edmund Hansen Willy Hansen                                    | Nederländerna Gerard Bosch van Drakestein Maurice Peeters                     |